# جائزة غولدن غلوب لأفضل ممثل - مسلسل قصير أو فلم تلفزيوني
جائزة غولدن غلوب لأفضل ممثل - مسلسل قصير أو فيلم تلفزيوني هي واحدة من الجوائز السنوية تمنح من قبل رابطة هوليوود للصحافة الأجنبية.
الاسم الرسمي للجائزة هي جائزة غولدن غلوب لأفضل أداء من قبل ممثل في مسلسل قصير أو فيلم مصنوع للتلفزيون.